# Ernest Bolens
Ernest Albert Bolens (* 27. Februar 1881 in Müllheim; † 9. August 1959 in Basel, heimatberechtigt in Bursins und Colombier) war ein Schweizer Maler.

## Leben und Werk
Bolens absolvierte eine Dekorationslehre in Aarau und war ein Schüler von Eugen Steimer. Ab 1902 studierte er an der Kunstgewerbeschule Karlsruhe, ab 1902 an der Akademie der Bildenden Künste München bei Martin Feuerstein. Sein Studium setzte er an der Académie Julian in Paris fort. Ab 1905 lebte Bolens als freischaffender Künstler in Aarau und gründete zusammen mit Max Burgmeier, Charles Welti (1868–1931) und Johann Jakob Wyss (1876–1936) die Sektion Aargau der Gesellschaft Schweizerischer Maler und Bildhauer (GSAMBA). 1913 erhielt er ein Eidgenössisches Kunststipendium und reiste wieder nach Paris. Bei Kriegsausbruch kehrte er in die Schweiz zurück. Ab 1927 lebte er in Binningen. 
Zusammen mit Walter Eglin, Otto Plattner, Jacques Düblin gründete er 1930 den Kunstkredit Baselland. 
Bolens malte Landschaften, Porträts, Jagdbilder und Stillleben. Seine Werke stellte er regelmässig in Gruppenausstellungen aus.